# Палацуоло Алто (Арецо)
Палацуоло Алто је насеље у Италији у округу Арецо, региону Тоскана.
Према процени из 2011. у насељу је живело 36 становника. Насеље се налази на надморској висини од 591 м.